# Münchner Südring
A Münchner Südring (magyar nyelven: müncheni déli gyűrű) a bajor főváros, München déli kerületein keresztül, a városközponthoz közel vezető vasúti összeköttetést jelenti. A vasútvonal összeköti München Ostot a müncheni főpályaudvarral és a München-Laim rendezőpályaudvarral. Üzemeltetési szempontból nagy része a München-Rosenheim-vasútvonalhoz (VzG 5510-es vonal) tartozik.
A teherforgalomban a Südringet közvetlen összeköttetésként használják Laim és München keleti része között, a müncheni főpályaudvar megkerüléséhez. A személyforgalomban gyakorlatilag minden, a főpályaudvarról Rosenheim vagy Mühldorf irányába induló vonat használja. Csak a müncheni S-Bahn közlekedik a főpályaudvar és München Ost között saját pályáján, az S-Bahn fővonalán, amely egy alagútban halad a városközpont alatt.
Mivel az S-Bahn fővonala túlterhelt, hosszas vita folyt arról, hogy egy másik belvárosi alagutat kellene-e építeni második fővonalként, vagy a Südringet kellene korszerűsíteni az S-Bahn-forgalom számára. 2017 áprilisában megkezdődött a második fővonal építése. A Südring meghosszabbításáról azonban még mindig folynak a tárgyalások egy Ringbahnnal kapcsolatban.

## Útvonal
Mivel a Südring nem önálló vonal, ezt a kifejezést különbözőképpen határozzák meg. Ami közös a meghatározásokban, az az, hogy a müncheni déli teherpályaudvaron keresztül vasúti összeköttetést tartalmaznak.
A Südring az Ostbahnhoftól indulva délnyugati irányban halad mintegy három kilométeren át, majd egy északnyugati kanyar után északnyugati irányba, a Braunauer vasúti híd felé veszi az irányt. Miután átkelt az Isar folyón, elérheti a müncheni déli pályaudvart.
Ettől az állomástól délre a Grossmarkthalle és a Heizkraftwerk Süd, valamint az állomás nagyszámú mellékvágánya is csatlakozik.
München déli állomáson a vonal a Laimi rendezőpályaudvarra ágazik le. Ez párhuzamosan halad a müncheni főpályaudvarra vezető vonallal egészen a Heimeranplatzig. A Radlkoferstrasse és a Ganghoferstrasse közötti 330 méter hosszú alagútban, a mai Theresienhöhe téren négy vágány húzódik az egykori vásárterület alatt. Mindkét vágány a Solln felől délről érkező S-Bahn alatt halad át.
Ezután a Heimeranplatz állomáson haladunk át, amelyet az S-Bahn szolgál ki. A Heimeranplatz-tól északra a Südring a főpályaudvarra vezető ágra, a Laimer rendezőpályaudvarra vezető ágra és a Pasing állomásra vezető ágra (Sendlinger Spange) oszlik.